# 鉄道敷設法別表第143号
鉄道敷設法別表第143号は、1922年（大正11年）4月11日に公布・施行された「鉄道敷設法」（大正11年法律第37号）別表に定められていた条文の一つ。通称「名羽線」

## 原文
- 天塩国名寄ヨリ石狩国雨龍ヲ経テ天塩国羽幌ニ至ル鉄道

## 現在の地名・地区名での表記
- 北海道名寄市名寄地区（上川支庁管内）より北海道雨竜郡雨竜町雨竜地区（空知支庁管内）を経て北海道苫前郡羽幌町羽幌地区（留萌支庁管内）に至る鉄道

## 開業区間
- 鉄道省深名線
  - 名寄 - 朱鞠内間43.0km
- 羽幌炭礦鉄道
  - 築別炭砿 - 築別間16.6km

## 廃止区間
- 北海道旅客鉄道深名線
  - 名寄 - 朱鞠内間43.0km（1995年9月4日廃止）
- 羽幌炭礦鉄道
  - 築別炭砿 - 築別間16.6km（1970年12月15日 廃止）

## 廃止代替バス路線
- ジェイ・アール北海道バス深名線
  - 名寄駅前 - 朱鞠内間

## 未開業区間
- 日本国有鉄道名羽線
  - 朱鞠内 - 築別 - 羽幌51.2km

## その他・特記事項
未開業区間、日本国有鉄道名羽線 築別 - 羽幌間6.7kmは、日本国有鉄道羽幌線（1987年3月30日廃止）との共用区間。